# Xochimilco, Hidalgo
Xochimilco är en ort i Mexiko.   Den ligger i kommunen Tianguistengo och delstaten Hidalgo, i den sydöstra delen av landet, 160 km norr om huvudstaden Mexico City. Xochimilco ligger 1 185 meter över havet och antalet invånare är 777.
Terrängen runt Xochimilco är kuperad norrut, men söderut är den bergig. Runt Xochimilco är det ganska tätbefolkat, med 75 invånare per kvadratkilometer. Närmaste större samhälle är Calnali, 14,4 km nordväst om Xochimilco. I omgivningarna runt Xochimilco växer i huvudsak städsegrön lövskog.